# Edith Corse Evans
Edith Corse Evans (Filadelfia, 21 de septiembre de 1875 – Océano Atlántico, 15 de abril de 1912) fue una socialite estadounidense. Fue una, de las cuatro mujeres de primera clase que falleció en el Hundimiento del RMS Titanic.

## Biografía
Sus padres fueron el abogado Cadwalader Evans (1847-1880) y Angeline Burr Corse (1847-1909). Edith fue la segunda hija del matrimonio tras su hermana, la pintora Lena Cadwalader Evans.
Era junto con su madre con la que vivía en Nueva York, miembro de las Colonial Dames of America y tenía grandes intereses en el estudio de su genealogía.

## Titanic
La señorita Corse Evans abordó al RMS Titanic en el puerto de Cherburgo, volvía de visitar a sus primas en París y se hospedó en el camarote A-29. Durante su travesía por el transatlántico descubrió que había coincidido con su amiga Malvina Cornell Lamson y sus hermanas, Charlotte y Caroline Appleton Brown que habían abordado la nave en Southampton de regreso tras asistir en Londres al funeral de su otra hermana; Evans se reunía con ellas y el coronel Archibald Gracie IV.
Se desconoce por qué no subieron a alguno de los primeros botes aunque al principio la sensación general no era de peligro inminente. A las 2:05 las damas y el coronel Gracie llegaron al bote D, allí pronto subieron Malvina Cornell Lamson y Charlotte Appleton Brown, dejando un solo lugar para las otras dos mujeres. Entonces Edith le dijo a Caroline:

«Tú primero... ¡Sube! Que tienes a tus niños esperándote en casa». Edith Corse Evans, 15 de abril de 1912.

Sin más botes disponibles, el Titanic se hundió quince minutos después y Edith con él. Su cuerpo jamás se encontró.